# 葵涌道

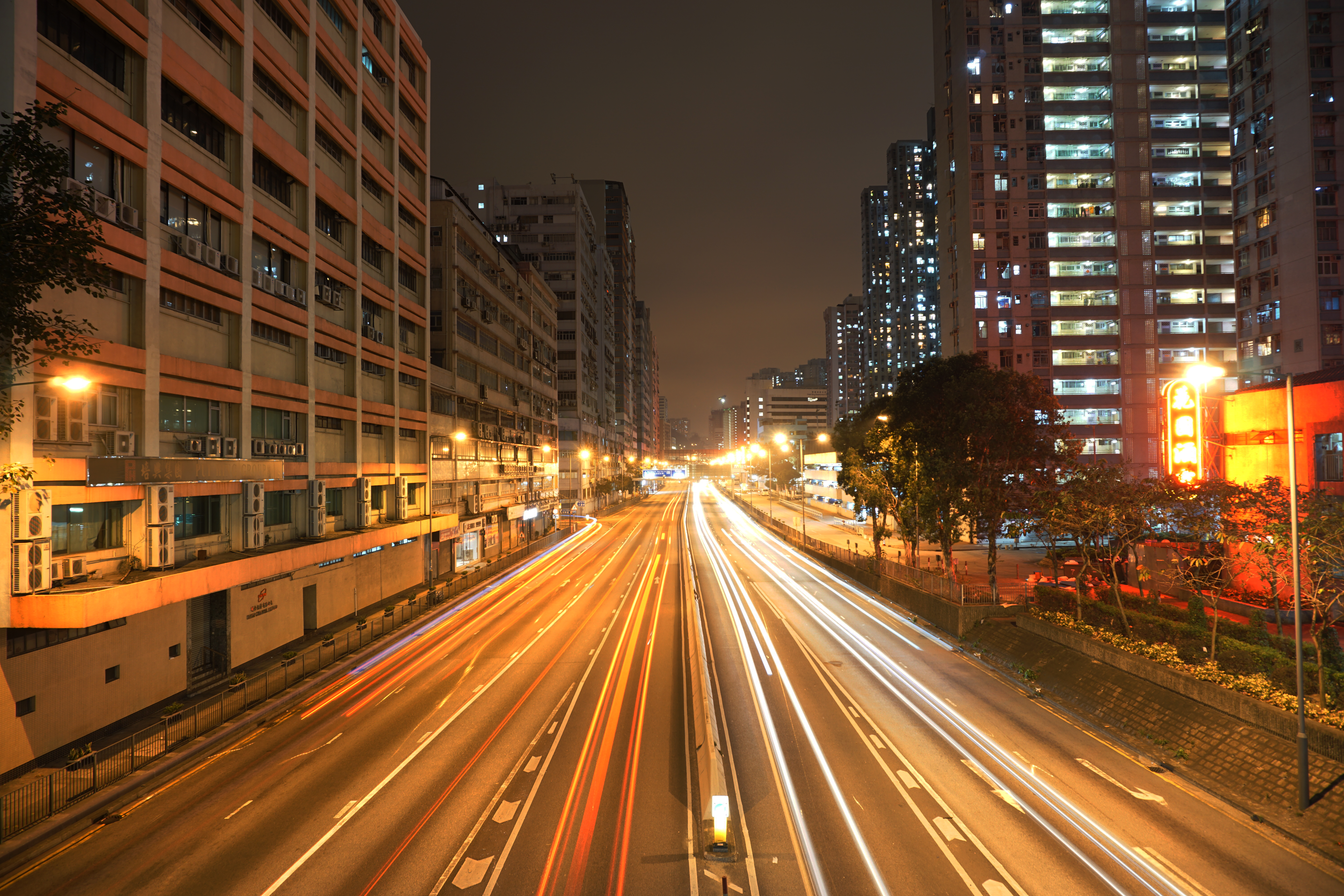
葵涌道夜景

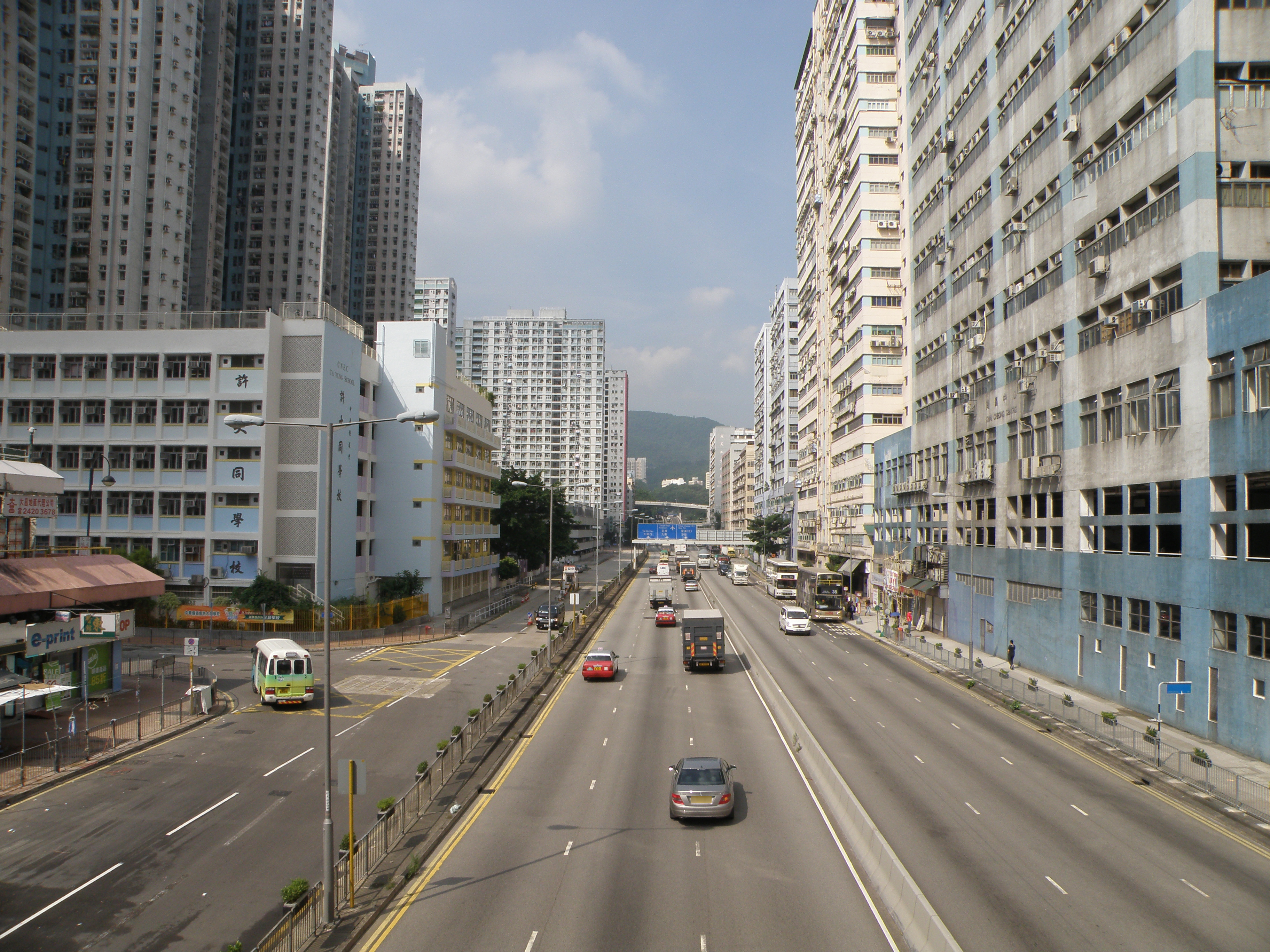
葵涌道北端

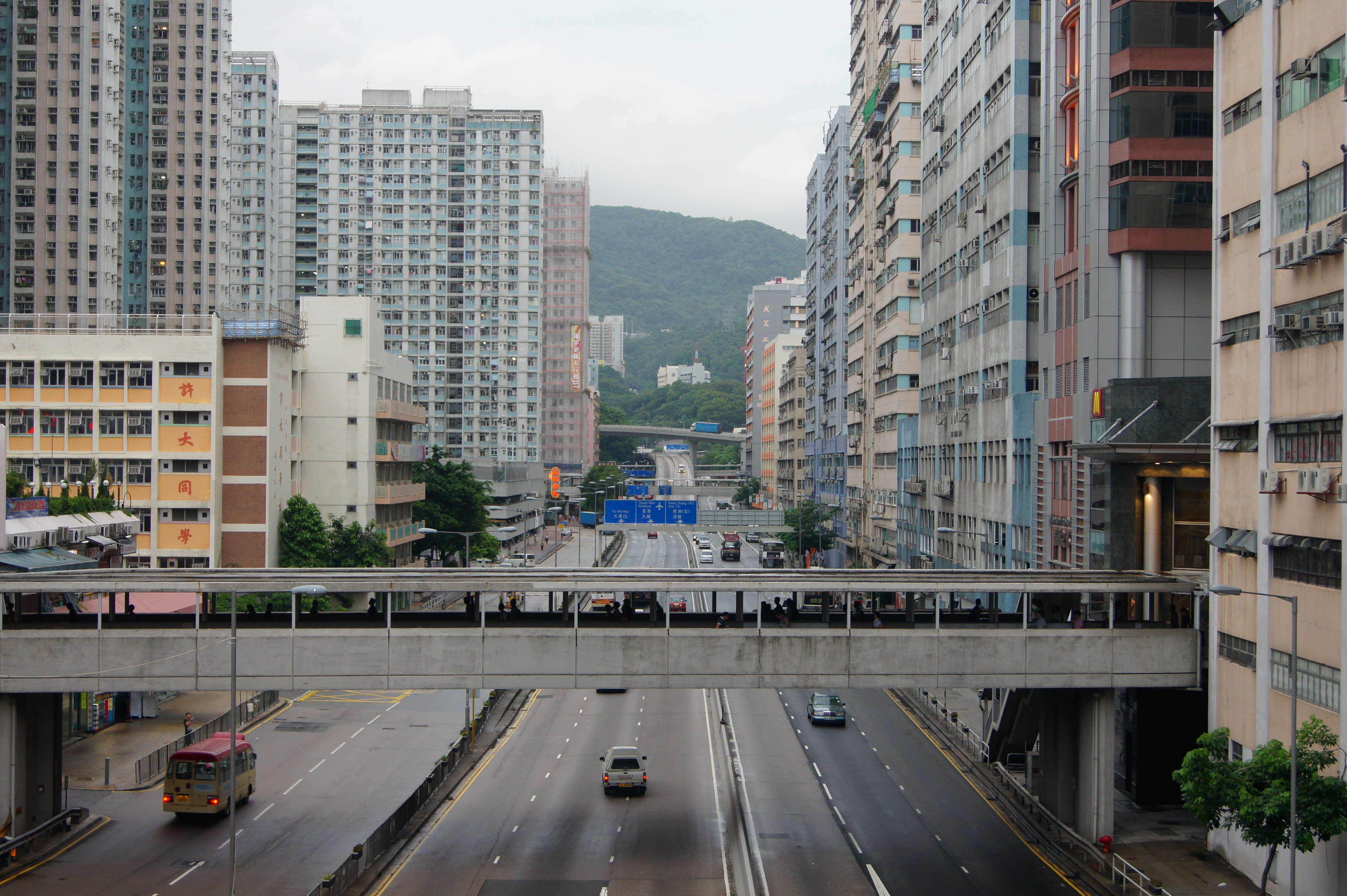
2011年的葵涌道北端，左方為翻油前的許大同學校

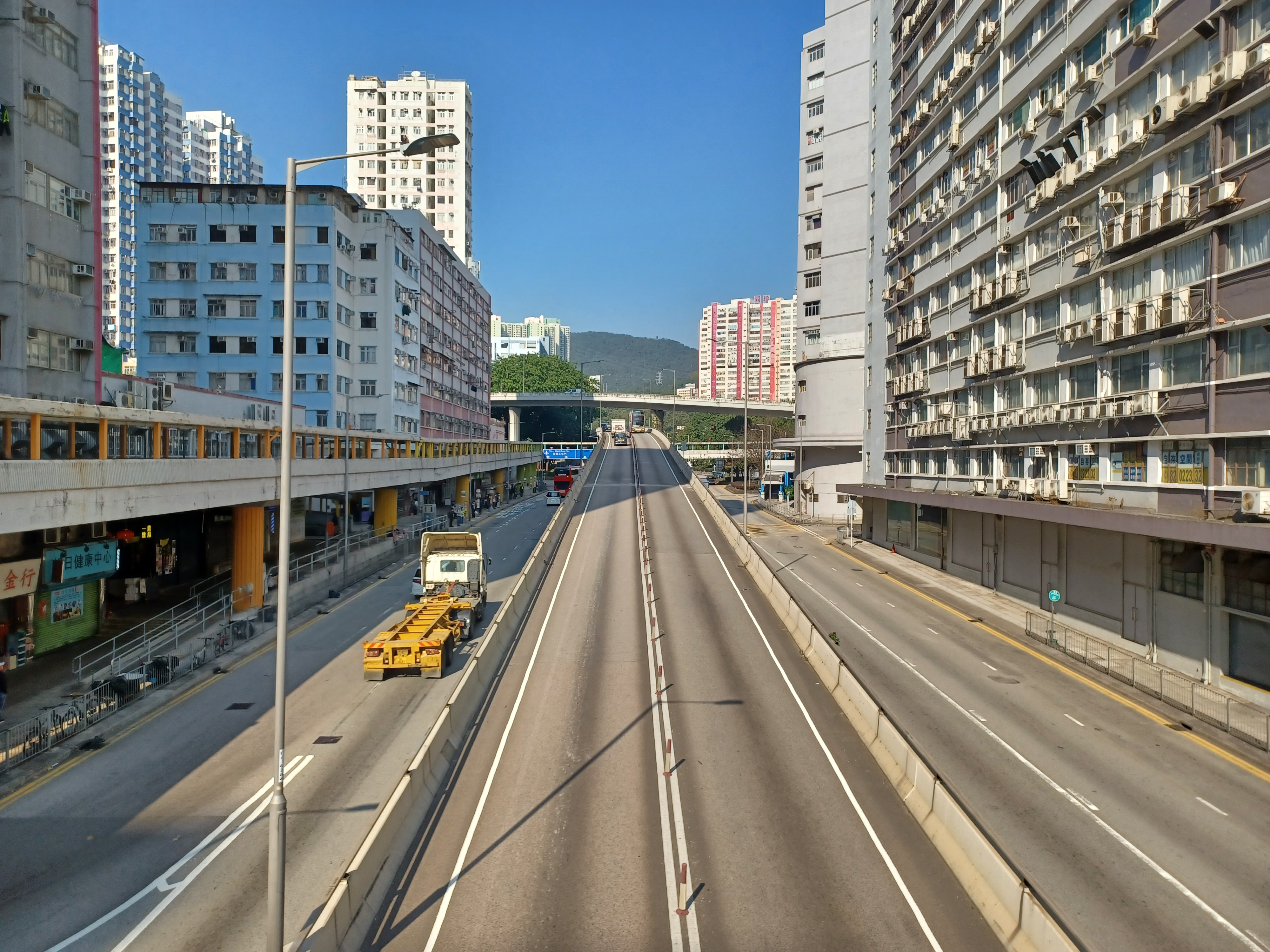
葵涌道近禾葵里，連接3號幹線以方便葵涌和梨木樹車輛往來香港島，部份路段為高架道路

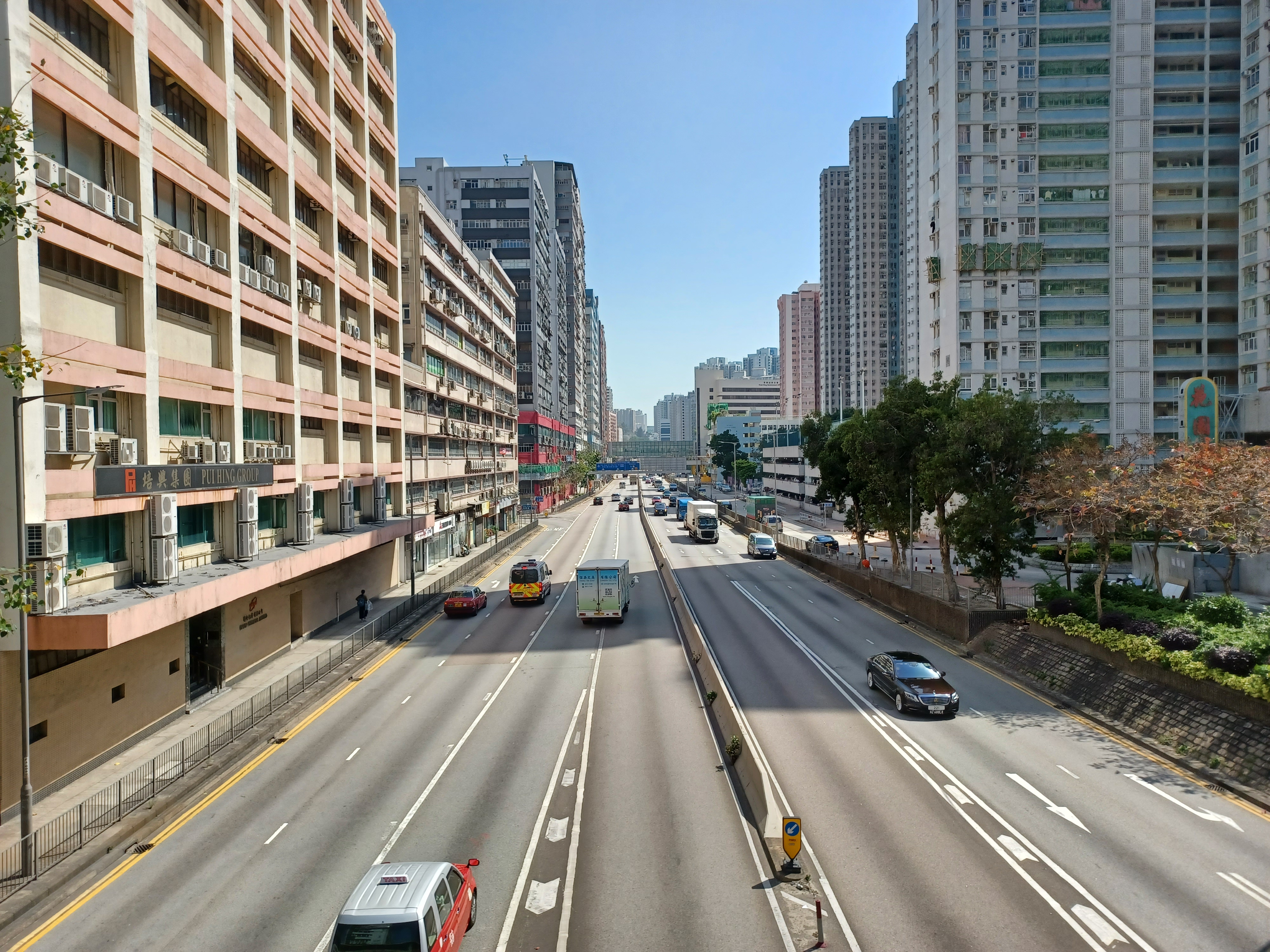
葵涌道近葵興邨

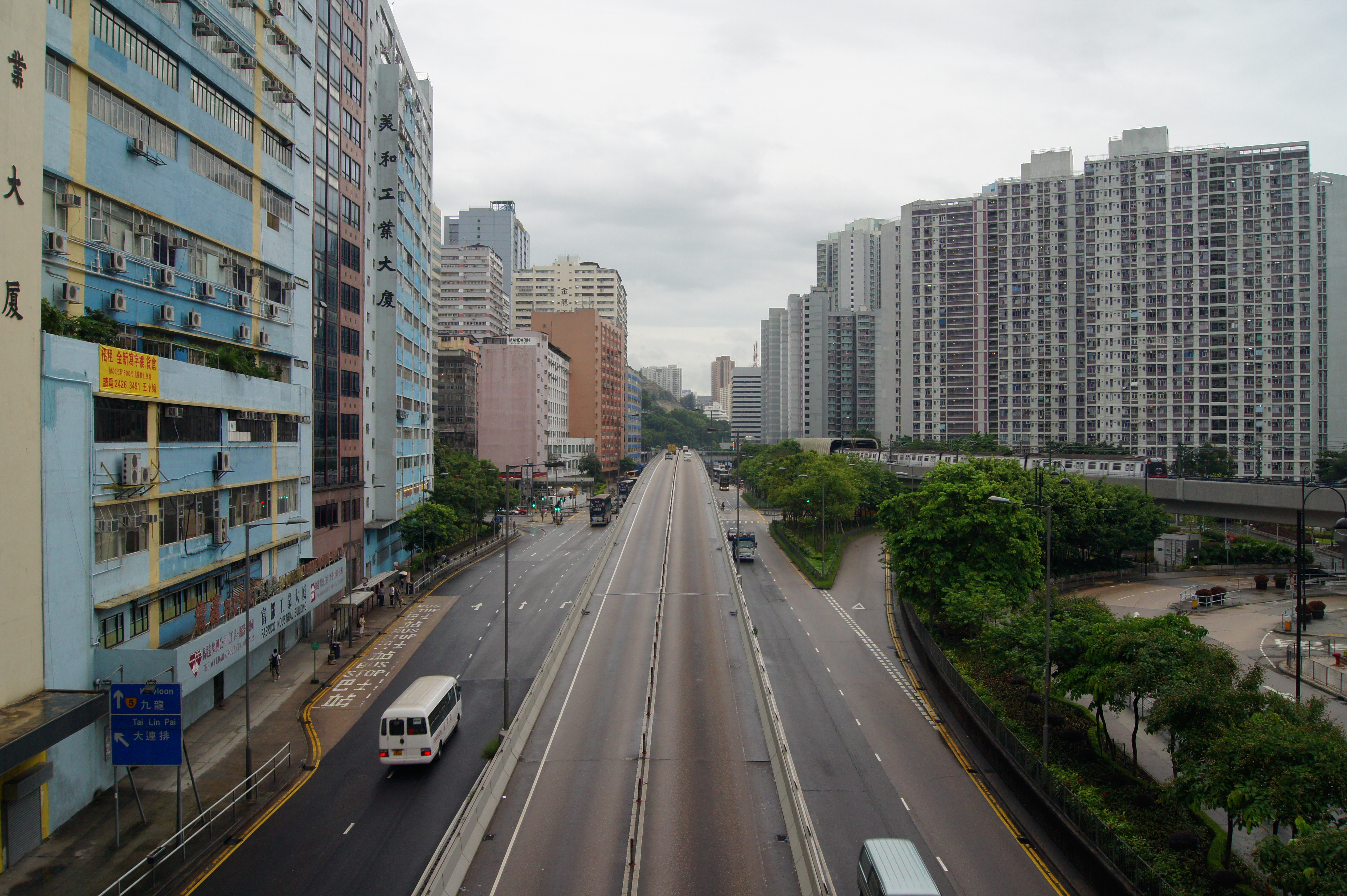
葵涌道近港鐵葵興站

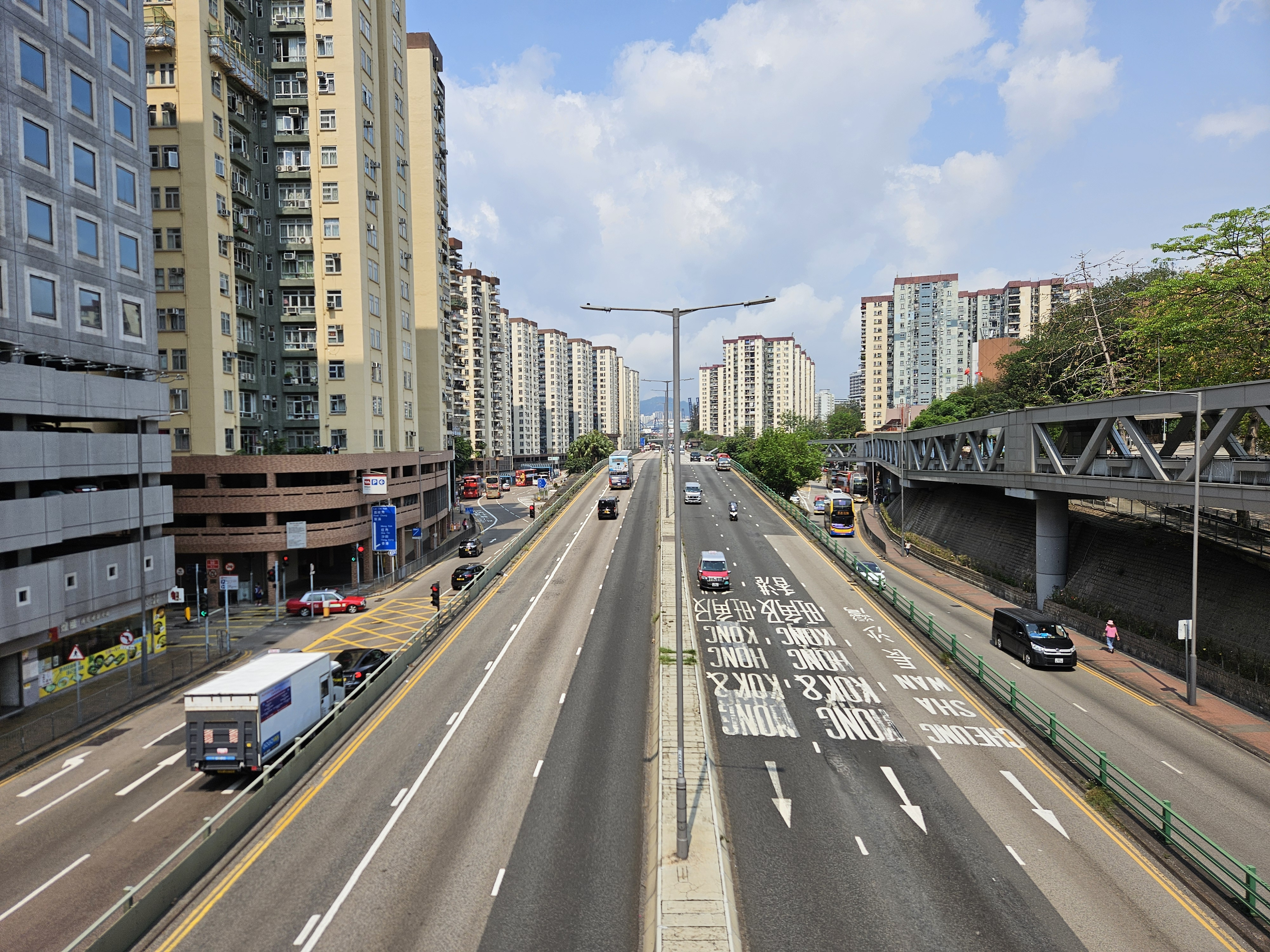
葵涌道近美孚新邨

葵道，是香港葵青區及深水埗區的一條主要道路，連接荔枝角道及青山公路－葵涌段，當中荔景站以南路段為5號幹線的一部份。由荔枝角大橋至荃灣路一段為四線至五線雙程分隔道路，葵芳至青山公路－葵涌段及昌榮路為三線雙程，另本道也連接3號幹線以方便葵涌和梨木樹車輛往來香港島，部份路段為高架道路。

## 歷史
1960年代香港政府在葵涌醉酒灣興建葵涌貨櫃碼頭，葵涌道應運而生，由剛通車的荔枝角大橋和呈祥道以連接原有葵涌北部，以青山公路－葵涌段及昌榮路交界為終點。由於葵涌道南段是沿當時未填海的海岸線而建，所以定線有點彎曲。另外為連接醉酒灣新填海地上的葵芳及葵興兩區，葵涌道亦於連接荃灣路後進入新填海區，成為該區通往九龍及荃灣的主要道路。為方便車輛能暢通無阻地通過葵涌道，葵芳至葵興之間設有一條雙線行車的高架道路以避開交通燈和迴旋處，荔枝角至葵芳段則以接近快速公路標準設計，以立交道取代傳統交通燈。1974年香港政府規劃4號幹線（即現今的5號幹線），將荔枝角至荃灣路一段葵涌道納入幹線的範圍，成為連接新界西、城門隧道及九龍西的一條主要道路，現美孚新邨往來新界東北車輛改用尖山和沙田嶺隧道。另外葵涌道在通車前一度名為荔荃道，但在通車前已更名。
近荔景山一段（路標13.0-13.8）最多為五線雙程分隔道路，來回共10線行車，是香港最寬道路之一。

## 沿線建築物
- 葵興邨
- 葵俊苑
- 貿易之都
- 九龍貿易中心
- 葵芳邨
- 葵芳廣場
- 葵涌警署
- 葵翠邨
- 茘景邨
- 荔景天主教中學
- 葵青貨櫃碼頭
- 荔枝角公園
- 美孚新邨

## 沿線街道交界

### 非5號幹線路段
- 昌榮路迴旋處
  - 青山公路－葵涌段
  - 昌榮路
  - 梨木道
- 禾葵里
- 大連排道
- 葵安道
- 葵益道
- 葵富路
- 大連排道
- 荔景山路
- 青葵公路
- 荃灣路

### 屬5號幹線路段

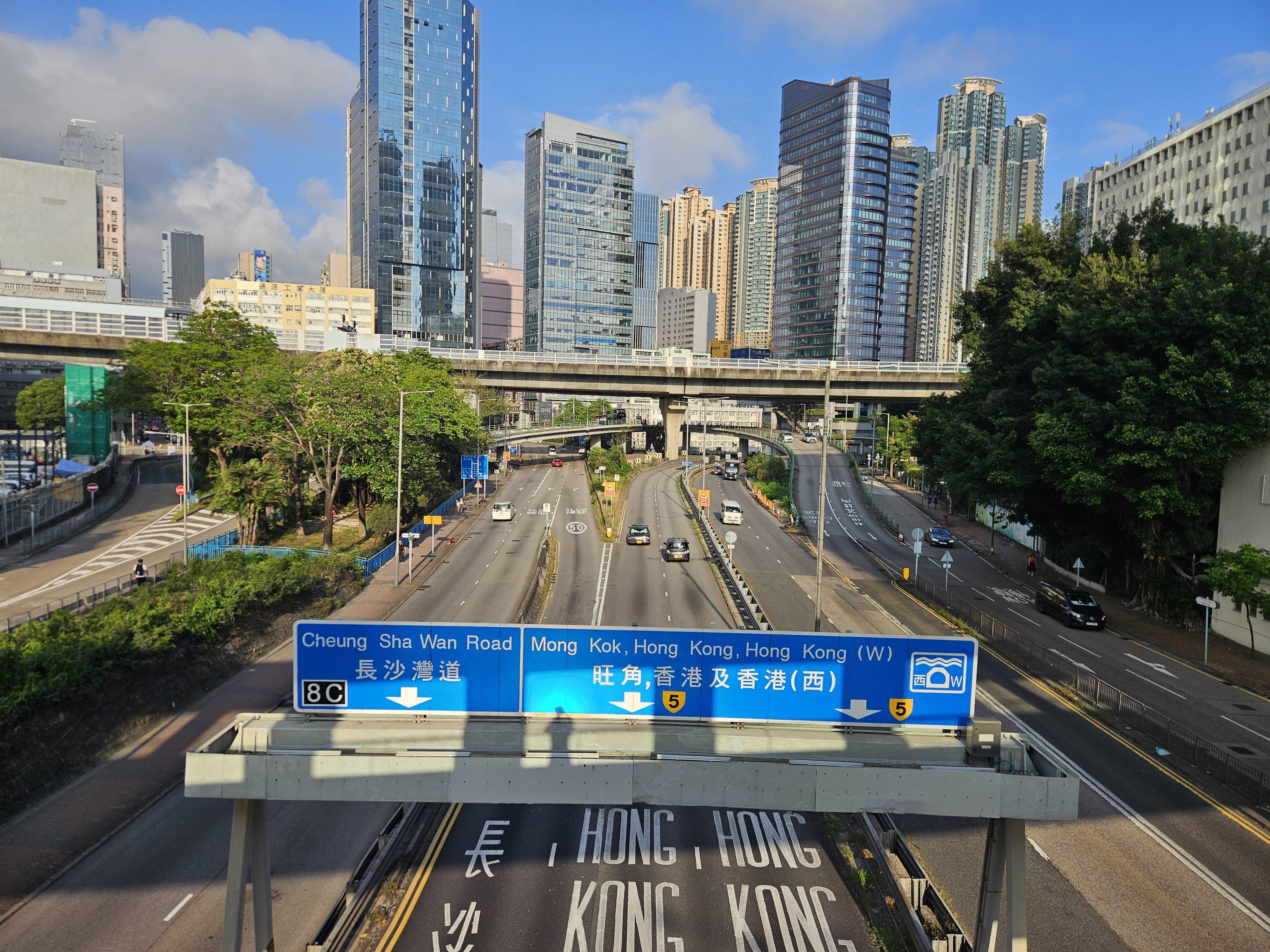
葵涌道近荔枝角收押所一段

| 葵涌道                                                            | 葵涌道   | 葵涌道                                                                  |
| ----------------------------------------------------------------- | -------- | ----------------------------------------------------------------------- |
| 西行（荃灣方向）                                                  | 出口編號 | 東行（觀塘方向）                                                        |
| 連接荃灣路 、葵涌道                                               |          |                                                                         |
| 葵涌道路段終點                                                    |          | 葵涌道路段起點                                                          |
| 葵涌、梨木樹 葵涌路                                               | 9C       | 不適用                                                                  |
| 不適用                                                            | 9B       | 葵青貨櫃碼頭、荔景、瑪嘉烈醫院、沙田、觀塘 葵涌交匯處、荔景山路、呈翔道 |
| 葵青貨櫃碼頭、荔景、瑪嘉烈醫院、沙田 葵涌交匯處、荔景山路、呈翔道 | 9A       | 不適用                                                                  |
| 荔枝角、美孚、沙田 長沙灣道、美荔道、荔枝角道、月輪街             | 9        | 荔枝角、美孚、沙田 長沙灣道、美荔道、荔枝角道                           |
| 不適用                                                            | 8C       | 長沙灣道                                                                |
| 葵涌道起點                                                        |          | 葵涌道終點                                                              |
| 連接荔枝角道                                                      |          |                                                                         |

## 外部連結
葵涌道
| 论 编 | 香港5號幹線 |  |
| |             |  |
| 啓福道 – 啟德隧道 – 東九龍走廊 – 漆咸道北 – 漆咸道南 – 加士居道天橋 – 渡船街天橋 – 西九龍走廊及西九龍走廊西 – 荔枝角道 – 葵涌道（包括荔枝角大橋） – 荃灣路 |             |  |
| |             |  |

22°20′56.04″N 114°7′30.50″E / 22.3489000°N 114.1251389°E